# Coniferae
Coniferae is een botanische naam voor coniferen. Een dergelijke beschrijvende plantennaam mag volgens Art. 16 van de ICNafp gebruikt worden, in elke rang boven die van familie. Daarnaast is het ook toegestaan om voor coniferen een naam te gebruiken, die gevormd is door in de naam van een familie (die weer gebaseerd is op de naam van een deelnemend genus) de uitgang -aceae te vervangen door de van toepassing zijnde uitgang. Voor coniferen zal dat meestal de familie Pinaceae zijn.
Dit betekent dus dat als coniferen opgevat worden als een orde (ordo) ze zowel Coniferae als Pinales genoemd mogen worden; als ze geacht worden een klasse (classis) te zijn mogen ze Coniferae of Pinopsida genoemd worden; als divisie (divisio) mogen ze Coniferae of Pinophyta genoemd worden, etc. In de praktijk is het daarom wel zo eenvoudig om coniferen maar gewoon Coniferae te noemen: dat spaart een hoop kopzorgen. De 23e druk van de Heukels noemde de coniferen: Coniferales, ook niet mis te begrijpen.
In het verleden, voordat er formele regels voor plantennamen waren, is de naam ook gebruikt voor een familie, zoals door De Candolle en door Bentham & Hooker; aldaar was de samenstelling van de groep wel hetzelfde.